# العيون الشرقية
العيون سيدي ملّوك رسميا والمشهورة باسم العيون الشرقية هي مدينة مغربية تقع بالجهة الشرقية على منخفض يمتد من الغرب الجزائري إلى مشارف مقدمة الريف. تنتمي العيون سيدي ملوك لإقليم تاوريرت وتضم 38415 نسمة (توقعات 2012) كما أن المدينة تضم أربع جماعات قروية وهي جماعة تنشرفي وعين الحجر ومستكمار ومشرع حمادي.

## تسمية
فتختلف الروايات الخاصة بتسمية العيون إلا أن أكثرها شيوعا هو أن هذه التسمية ترتبط بوفرة العيون المائية التي كانت إلى وقت قريب تتدفق في مختلف مناطقها ويسميها البعض العيون سيدي ملوك أو العيون الشرقية.

## جغرافيا
تقع العيون الشرقية بالجهة الشرقية للمملكة على بعد 60 كلم غرب مدينة وجدة مقر الجهة الشرقية و 50 كلم من مدينة تاوريرت مقر عمالة الإقليم التي تنتمي إليها على الخط العرضي 53.34 والخط 03.12 على ارتفاع 610 م فوق سطح البحر وهي تعتبر ملتقى الطرق بين أربع عمالات تابعة للجهة الشرقية*وجدة-تاوريرت-بركان-جرادة*و بذلك فهي تحتل موقع المركز وتتوفر العيون الشرقية على عدة مؤهلات تجعلها تلعب دورا طلائعيا على مستوى الجهة ومن بين هذه المؤهلات الذاتية للعنصر البشري وعنصر المياه الجوفية وموقعها الجغرافي المميز الذي يربط شمال بجنوب وغرب بشرق الجهة الشرقية.

## تاريخ
لم يكن موقع هذه المدينة مكان للاستقرار عبر التاريخ ولا للعمران أيضا بل كانت منطقة عبور للحركات والثورات ومنطلقا لها.

### بناء القصبة
يعود بناء القصبة إلى عهد المولى إسماعيل سنة 1679 م وتعد من أهم مآثر المدينة كما تشكل النواة الأولى لها، شيدت على مساحة تقدٌر ب 16900 م ²، على شكل مربع تبلغ مساحة الساحة والأزقة حوالي 12 % من المساحة الإجمالية للقصبة، يبلغ طول كل ضلع 130 متر، يصل علو جدرانها ما بين 6 و7 أمتار، تحتوي القصبة على 9 أبراج أربعة منها مثبتة في الزوايا الأربع للقصبة، برجان بالجهة الغربية، وبرجان بالجهة الشمالية، وبرج في الجهة الشرقية، هذه القصبة منغلقة على نفسها وتنفتح على المدينة من خلال 3 أبواب صممت بطريقة ذكية هدفها حماية القصبة، باب قديم بالجهة الجنوبية ينفتح على السوق المغطاة والشارع الرئيسي للمدينة، وباب بالجهة الشرقية وبويبة صغيرة بالجهة الغربية.

### موقع عسكري
أول من استقر بهذه القصبة هم جنود السلطان الذين كان دورهم استتباب الأمن وقمع التمردات في المنطقة، وحماية طريق السلطان هذا الأخير عمل على إنشاء مجموعة من القصبات على هذا الطريق مثل قصبة تاوريرت. وبلغ عدد الجنود بها حوالي 250 جنديا، غير أن هذا العدد تضائل بسبب قلة المؤونة، ففر العساكر من الخدمة، وتعاطى بعضهم التجارة مع الغرب الجزائري، حيث كان دخلهم لا يزيد عن 14 موزونة في اليوم.
احتلت القصبة المرتبة الثانية بعد قصبة وجدة من حيث عدد الجنود، وأثناء حركة المولى الحسن أصبح مركز القصبة مخصص للجيش النظامي، وأيضا مقر سكن قائد قبيلة السجع، الذي أوكلت له السلطات مهمة الإشراف عليها، وإصدار أحكام مخزنية على القبائل المجاورة، التي تتمثل في«بني وكيل» و«بني بوزكو» و«بني محيو» و«أولا سيدي الشيخ».
لكن مباشرة بعد موت السلطان المولى إسماعيل سنة 1727 م، تم إخلاء هذه القصبة من سكانها خاصة الجنود الذين التحقوا بالثكنة العسكرية المركزية. مما دفع القبائل المجاورة التي كانت مناهضة لجنود السلطان إلى إلحاق أضرار بالقصبة، واستمر هذا الوضع مدة 30 سنة.

### فترة الاستعمار الفرنسي
قبل دخول الاستعمار بعثت فرنسا بعثات مكونة من علماء اجتماع وآثار ومؤرخون وجغرافيون، بهدف دراسة عمق البنية السوسيواقتصادية لكل منطقة على حدة، فمباشرة بعد احتلال مدينة وجدة بسطت فرنسا نفوذها على العيون باعتبارها ملتقى لمجموعة من القبائل ومنطقة إستراتيجية للتحكم في ممراتها.
شكٌلت مرحلة دخول الاستعمار مع بداية القرن العشرين وسنوات الاستقلال أهم المراحل التي عرفت خلالها المدينة تحولات اجتماعية وعمرانية، كانت الهجرة إحدى عوامله، فرحيل المعمر وهجرة أغلبية سكان المدينة من اليهود والعائلات الجزائرية، وبعض العائلات التجارية والسياسية، فسح المجال للهجرة القروية مند بداية الستينات، التي أدت إلى التزايد في عدد السكان وبالتالي توسع المجال الحضري للمدينة، دون مراعاة شروط التعمير وقدرة الوعاء الحضري على تحمل الضغط الديموغرافي الهائل على المجال الحضري والبيئي، فدفعت بذلك المدينة نحو تمدن قسري، لأنه لا يترجم أي انتقال من نظام قروي إلى نظام حضري على مستوى السلوك والأساليب وأنماط العيش. نظرا لكون هذه الظاهرة ظلت محور نقاش في العديد من الملتقيات.

## وصلات خارجية
- (بالإنجليزية) المدينة على موقع World Gazetteer